# Đô la Belize
Đô la Belize (mã tiền tệ BZD) là một loại tiền tệ của Belize kể từ năm 1885. Nó được viết tắt với ký hiệu đô la $, hoặc viết tắt là BZ$ để có thể phân biệt với đô la-chỉ tên một loại tiền tệ. Nó có giá trị bằng 100 cent. Đô la Belize có mốc bằng với đô la Mỹ tại BZ$2 = US$1.

## Liên kết
- Giấy bạc và tiền xu Lưu trữ ngày 18 tháng 2 năm 2006 tại Wayback Machine, Ngân hàng trung ương Belize.